# Louise Margarete af Preussen
Prinsesse Louise Margaret af Preussen (Louise Margaret Alexandra Victoria Agnes; senere Hertuginden af Connaught og Strathearn; 25 juli 1860-14 marts 1917) var en tysk prinsesse, og senere medlem af den britiske kongefamilie, gift med prins Arthur, hertug af Connaught og Strathearn. Hun har også fungeret som Canadas vicedronning (på engelsk; Viceregal consort), da dennes mand tjente som generalguvernør i Canada fra 1911 til 1916. Kong Carl 16. Gustaf af Sverige og Dronning Margrethe 2. af Danmark, Anne-Marie af Grækenland og Prinsesse Benedikte er blandt hendes oldebørn.

## Biografi
Prinsesse Louise Margarete blev født på Marmorpalais (marmor paladset) nær Potsdam, Kongeriget Preussen. Hendes far var prins Frederik Karl af Preussen (1828-1885), søn af Karl af Preussen (1801-1883) og hans hustru prinsesse Marie af Sachsen-Weimar-Eisenach (1808-1877). Hendes mor var prinsesse Maria Anna af Anhalt (1837 – 1906), datter af Leopold IV af Anhalt-Dessau. Hendes far, var en nevø af den tyske kejser Wilhelm 1., og han udmærkede sig hurtigt som chef for en felt under slaget Metz og kampagner vest for Paris i 1870 – 71 under den fransk-preussiske krig. Hendes far var en dobbelt-fætter af den tyske kejser Frederik 3., der var gift med hendes svigerinde, Victoria af Storbritannien.

## Ægteskab
Den 13. marts 1879 giftede prinsesse Louise Margarete sig med prins Arthur, hertug af Connaught og Strathearn i St. George's Chapel Windsor. Prins Arthur var det syvende barn og den tredje søn af dronning Victoria og prins Albert af Sachsen-Coburg og Gotha. Parret modtog et stort antal dyre og ekstravagante gaver; Dronningen Victorias gave bestod af en diamant tiara, en perle og et diamant vedhæng. Mange medlemmer af England og Tysklands kongelige familier deltog også; disse omfattede prinsen og prinsessen af Wales. Efter hendes ægteskab, blev prinsesse Louise benævnt: Hendes Kongelige Højhed Hertuginden af Connaught og Strathearn, og hendes navn var anglificeret som Louise Margaret.

## Louise Margarete som Hertuginde
Louise Margaret Hertuginden af Connaught tilbragte de første tyve år af sit ægteskab med at ledsage hendes mand på hans forskellige udsendelser i hele det britiske imperium. Hertugen og Hertuginden af Connaught erhvervet Bagshot Park i Surrey, som deres landejendom, og efter århundredeskiftet i 1900 brugte de Clarence House som deres residens i London. Hun fulgte sin mand til Canada i 1911, da han begyndte sin embedsperiode som generalguvernør. I 1916, hun blev øverstkommanderende-oberst af det hundrede-og-nioghalvfems-sens-tyvende (199) canadiske (Oversøiske) infanteribataljon (Hertuginden af Connaughts egne irske-canadiske Rangers), CEF.

## Død
Hertuginden af Connaught døde af influenza og bronkitis i Clarence House. Hun blev det første medlem af den britiske kongefamilie til at blive kremeret. Dette blev gjort på Golders Green krematorium. Proceduren for begravelse af aske i en urne var stadig ukendt på dette tidspunkt, og hendes urne blev transporteret i en almindelig kiste under en almindelig begravelses ceremoni. Hendes aske blev til sidst begravet i Royal Burial Ground, Frogmore,. Hertugen af Connaught overlevede Luise Margarete med næsten 25 år.

## Børn
| Billede | Navn                               | Fødsel          | Død               | Noter |
| ------- | ---------------------------------- | --------------- | ----------------- | --- |
|         | Margareta af Connaught             | 15. januar 1882 | 1. maj 1920       | gift med Gustav 6. Adolf af Sverige (forældre til Dronning Ingrid)                                                 |
|         | Arthur af Connaught                | 13 Januar 1883  | 12 September 1938 | gift med prinsesse Alexandra, 2. hertuginde af Fife, (forældre til Alastair, 2. hertug af Connaught og Strathearn) |
|         | Patricia af Connaught, lady Ramsay | 17 Marts 1886   | 12 Januar 1974    | gift med Sir Alexander Robert Maule Ramsay                                                                         |